# Richard Brinsley Sheridan
Richard Brinsley Sheridan, född 30 oktober 1751 i Dublin, död 7 juli 1816 i London, var en brittisk författare och politiker.

## Biografi
Sheridan blev arrendator av Drury Lane Theatre i London 1776 och parlamentsledamot 1780. Där blev han känd för sin vältalighet och utnämndes till skattmästare för flottan 1806-1807. Hans sista år var tragiska - hans teater brann, han förlorade sin plats i parlamentet 1812, och mot slutet led han stora ekonomiska förluster.
Bland Sheridans verk kan nämnas komedier såsom The Rivals 1775 och The Critic 1779. Han skrev sceniskt effektiva, kvicka komedier, ibland på gränsen till fars, som t. ex. den briljanta Skandalskolan (1777). 
Hans barnbarn var poeten Caroline Norton.